# Passion Fodder
Passion Fodder est un groupe de rock français, formé en 1985 par Théo Hakola avec Pascal Humbert à la basse, Nicolas Magat puis Jean-Yves Tola à la batterie, Lionel Dollet à la guitare et aux claviers ainsi que Bénédicte Villain au violon. Eric Clermontet (futur UNO) a rejoint le groupe à la guitare sur plusieurs concerts (dont les trans-musicales de Rennes) 

## Historique
Le groupe est formé par Theo Hakola à la suite de la dissolution d'Orchestre rouge en 1984. Son nom provient du deuxième album d'Orchestre rouge intitulé More Passion Fodder, jeu de mots en américain signifiant littéralement « fourré à la passion » en référence à l'expression anglaise Canon Fodder traduisible en « chair à canon ». Le premier album du groupe de rock, intitulé Hard Words from a Soft Mouth, sort en 1985 et produit par Phonogram. L'ensemble des pochettes des disques du groupe furent l'œuvre du peintre argentin Ricardo Mosner.
Le groupe se sépare en 1992, Jean-Yves Tola et Pascal Humbert allant former avec David Eugene Edwards le groupe de folk alternative 16 Horsepower ; Theo Hakola poursuivant une carrière solo.

## Discographie
- 1985 : Hard Words from a Soft Mouth

- 1986 : Fat Tuesday
- 1988 : Love, Waltzes and Anarchy
- 1989 : Woke Up This Morning...
- 1991 : What Fresh Hell Is This?
- 1998 : 1985 – 1991 And Bleed That River Dry (compilation)